# Urdatx
Urdatx-Santa Grazi (en francès i oficialment Sainte-Engrâce) és un municipi d'Iparralde al territori de Zuberoa, que pertany administrativament al departament dels Pirineus Atlàntics (regió de la Nova Aquitània). Limita amb les comunes de Ligi-Atherei, Hauze i Lanne-en-Barétous al nord, Arette a l'est, Larraine a l'oest i amb Navarra al Sud.
El municipi d'-Urdatx-Santa Grazi està situat en el vessant nord dels Pirineus, en la vall del riu Uhaitxa. Es compon de dos llogarets: Sainte-Engrâce Caserne i Sainte-Engrâce Bourg, ambdós sobre la carretera departamental 113. L'ajuntament i l'escola es troben en el llogaret de La Caserne; l'església en el Bourg, a 5 km de distància. Sainte-Engrâce se situa sobre l'itinerari GR 10, que recorre els Pirineus des del Mediterrani fins a l'Atlàntic sobre 870 km. Existeixen diverses senderes abalisades que conduïxen a la selva d'Irati, al canó d'Ehujarre i a les goles de Kakueta. En el terme municipal existeix una central hidroelèctrica.

## Història
Anomenada oficialment Urdaitx o Urdax fins a 1476, la seva història està estretament lligada a la de la seva església, única resta visible d'una col·legiata que va tenir gran importància durant l'Edat Mitjana per ser etapa del Camí de Santiago. L'origen de l'església es perd en la boira de la llegenda. Santa Engràcia seria una cristiana capturada a Saragossa en 303 quan es preparava a creuar els Pirineus per a unir-se al seu promès, un duc de Narbona. Martiritzada en la capital aragonesa, un lladre hauria robat el seu braç per a enterrar-lo sota un roure en les proximitats d'Urdax. Com en molts altres mites fundacionals, aquesta relíquia hauria estat descoberta després miraculosament per un bou, motivant la fundació de l'església. Una curiositat és que el roure era considerat un arbre sagrat per molts pobles de l'ntiguitat, la qual cosa podria indicar que l'església es va construir sobre un lloc sagrat precristià.
La més antiga referència ens indica que sota el bisbe Odó de Benac (1083 - 1101) existia a Urdaitx una col·legiata de 12 canonges. En 1085 el rei d'Aragó Sanç I d'Aragó i Pamplona es va apoderar de la regió i va posar la col·legiata sota control del monestir benedictí de Leyre a Navarra. A mitjan segle xii la Col·legiata de Santa Engràcia estava en el seu apogeu. Al costat de l'església s'estenia un hospital que acollia als pelegrins de Santiago. També es va convertir en lloc de romiatge per a les parròquies de Sola. La van visitar prínceps de Navarra, Aragó i Bearn.
Els moviments polítics d'aquesta zona dels Pirineus van ser provocant la decadència de la Col·legiata. En el segle xiv van ser els conflictes entre els reis d'Anglaterra i de França (Guerra dels Cent Anys), en el XV els enfrontaments entre francesos i castellà-aragonesos pel control de Navarra, en el segle xvi les Guerres de Religió que van assolar tot el regne de França. La relíquia de la santa va desaparèixer, les peregrinacions a Santiago pràcticament van cessar, l'hospital es va esfondrar. Amb la Revolució la Col·legiata va ser confiscada per l'Estat i venuda. Només quedava l'església. En 1841 l'església va ser classificada monument històric francès. Es va iniciar la seva restauració en 1983.

## Demografia
| Evolució de la població |       |       |       |       |       |       |       |       |
| 1793                    | 1800  | 1806  | 1821  | 1831  | 1836  | 1841  | 1846  | 1851  |
| 1 057                   | 1 258 | 1 056 | 1 275 | 1 457 | 1 402 | 1 340 | 1 451 | 1 337 |

| 1856  | 1861  | 1866  | 1872  | 1876  | 1881 | 1886 | 1891 | 1896 |
| ----- | ----- | ----- | ----- | ----- | ---- | ---- | ---- | ---- |
| 1 229 | 1 221 | 1 174 | 1 045 | 1 013 | 999  | 994  | 941  | 931  |

| 1901 | 1906 | 1911 | 1921 | 1926 | 1931 | 1936 | 1946 | 1954 |
| ---- | ---- | ---- | ---- | ---- | ---- | ---- | ---- | ---- |
| 902  | 883  | 889  | 851  | 727  | 815  | 772  | 628  | 589  |

| 1962 | 1968 | 1975 | 1982 | 1990 | 1999 | 2006 | 2011 | 2016 |
| ---- | ---- | ---- | ---- | ---- | ---- | ---- | ---- | ---- |
| 566  | 529  | 510  | 391  | 319  | 250  | -    | -    | -    |

| 2019 | - | - | - | - | - | - | - | - |
| ---- | - | - | - | - | - | - | - | - |
| -    | - | - | - | - | - | - | - | - |

## Patrimoni: L'església de Santa Engracia

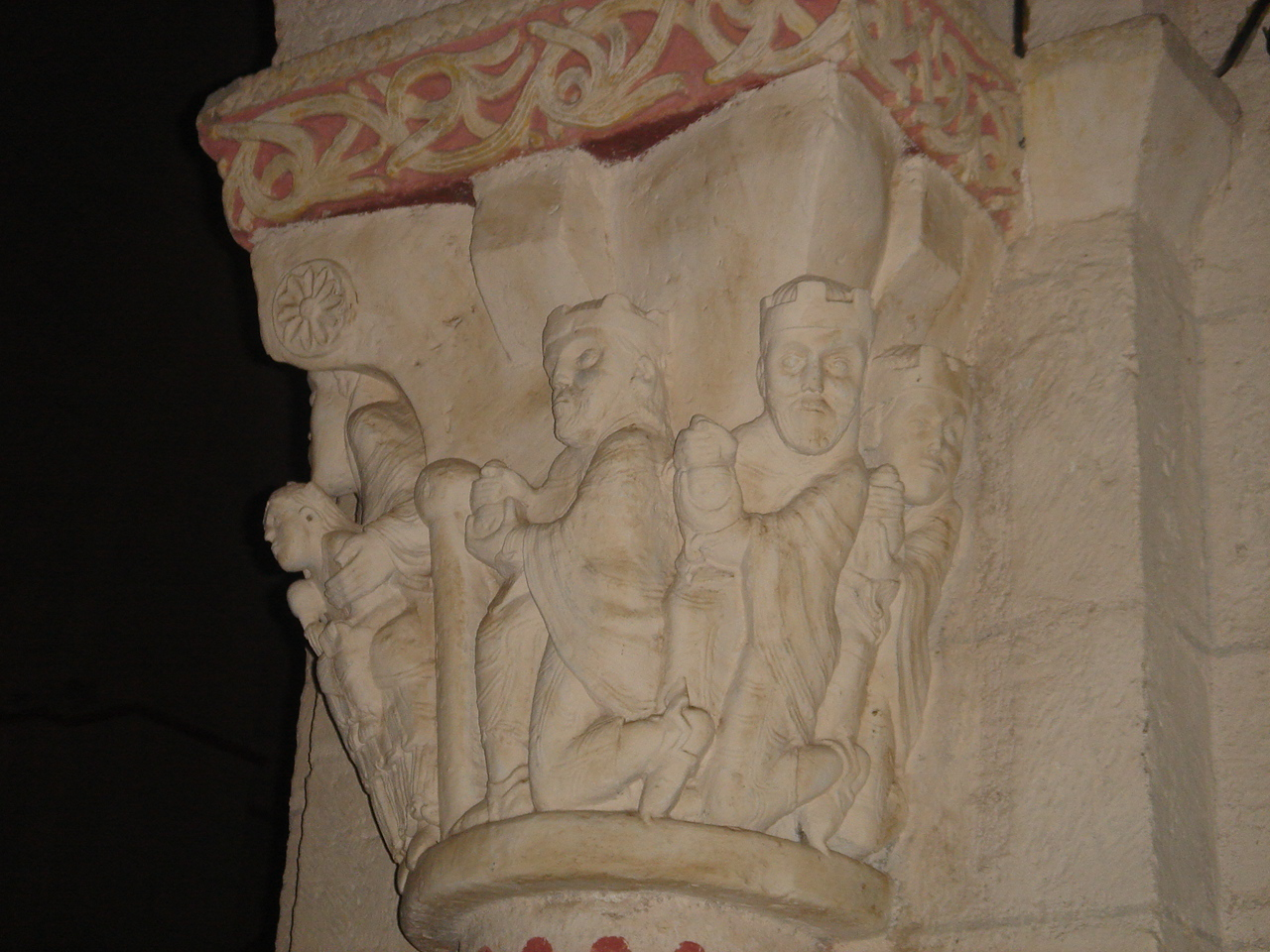
Capitel historiat

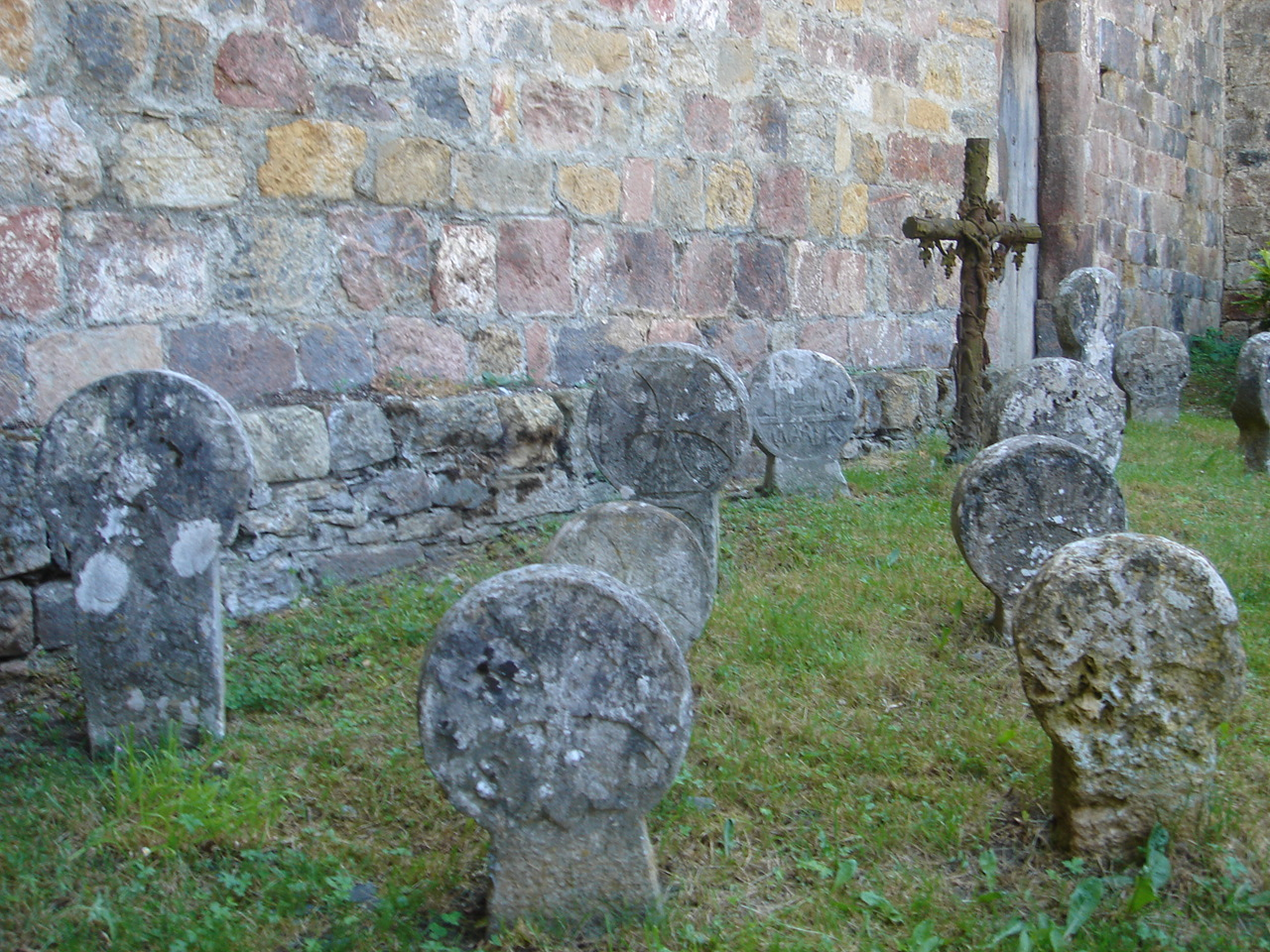
Esteles discoïdals

Edifici romànic del segle xi. Planta rectangular, dividit en tres naus, amb la central més ampla que la resta. Cada nau acaba en un absis semicircular. Torre de campanar quadrada. Són destacables el portal i els 12 capitells historiats que adornen l'interior de la nau. No és segur que la posició actual de cada capitell sigui l'original, a causa de les restauracions successives. Llista de motius dels capitells: 
- Centaures llançant fletxes
- Servidors tocant la trompa de caça
- Naixement de Jesús
- Les tres dones davant el sepulcre buit
- Cristians devorats pels lleons (1)
- Cristians devorats pels lleons (2)
- Escena de música i ball (1)
- Escena de música i ball (2)
- Salomón rep a la reina de Saba
- Animals diversos, el sentit de la composició no ens és conegut
- Els Reis Mags camí a Betlem
- Adoració dels Reis Mags (vegeu foto)

A l'exterior de l'església s'estén el cementiri del poble, en el qual es poden observar les esteles discoïdals típiques del País Basc.